# London Trocadero

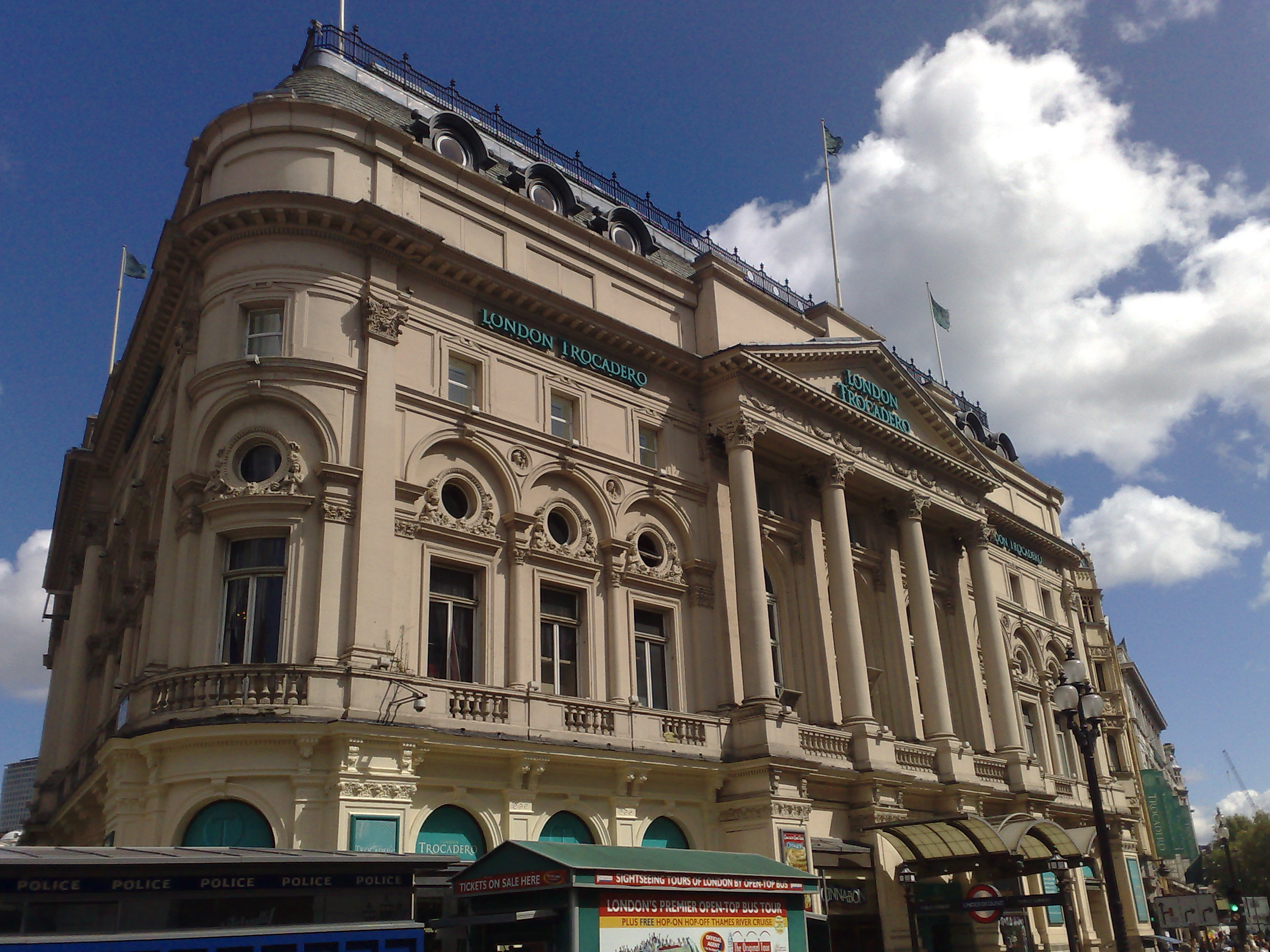
London Trocadero

Das London Trocadero ist ein markantes historisches Gebäude am Piccadilly Circus in London.
Das Haus wurde 1885 als Varieté-Halle von James Ebenezer Saunders (1829/30–1909) und Richard James Worley (1856–1930) (Architekturbüro Worley & Saunders) an der Stelle der ehemaligen London Pavilion Music Hall (1859–1885) errichtet.
Das Gebäude ist als Grade II building gelistet.
Es wurde als Restaurant, Theater und Konzerthaus genutzt. Diese Einrichtungen bestanden bis 1965. Der Name stammt von der Eroberung von Trocadero 1823.
1984 wurde das Gebäude zu einem großen, architektonisch bemerkenswerten Entertainment-Komplex umgestaltet, damals eines der größten im Land. Die Getränkefirma Pepsi stieg Ende der 1990er-Jahre als Sponsor ein; das Etablissement hieß fortan Pepsi Trocadero. Die Videospielfirma Sega wurde ein Ankermieter und eröffnete eine Arcade-Spielhalle. Etliche Ramsch-Souvenirläden und Fast-Food-Ketten wie McDonald’s ließen sich nieder.
Aufgrund der Innenarchitektur wurde das Pepsi Trocadero Ende der 1990er in zahlreichen London-Reiseführern als Sehenswürdigkeit angepriesen, woraufhin der Komplex stark frequentiert wurde. Jedoch ließen sich die meisten Besucher lediglich von der Architektur beeindrucken. Die Spielhallen und Ramschläden wurden kaum genutzt, so dass trotz der hohen Besucherzahlen kaum Geld hängen blieb. In den 2000er-Jahren begann der Stern des Trocadero wieder zu sinken. Inzwischen steht das Gebäude leer. Pläne, aus dem Trocadero ein Hotel zu machen, wurden bisher nicht umgesetzt.